# Chidrac
Chidrac est une ancienne commune française, située dans le département du Puy-de-Dôme en région Auvergne-Rhône-Alpes, devenue, le 1er janvier 2025, une commune déléguée de la commune nouvelle des Deux-Rives.
Elle fait partie de la communauté d'agglomération Agglo Pays d'Issoire et de l'aire d'attraction de Clermont-Ferrand, et était peuplée de 494 habitants en 2022.

## Géographie
Le village est situé à 8 km à l'ouest d'Issoire, sur le CD 26. Il est arrosé par la Couze Pavin, petite rivière qui se jette dans l'Allier à Issoire.
Les communes les plus proches sont Saint-Vincent, Saint-Cirgues-sur-Couze, Meilhaud et Pardines
| Champeix      | Neschers                | Pardines |
| Saint-Vincent | Chidrac                 |          |
|               | Saint-Cirgues-sur-Couze | Meilhaud |

### Climat
Pour des articles plus généraux, voir Climat d'Auvergne-Rhône-Alpes et Climat du Puy-de-Dôme.
En 2010, le climat de la commune est de type climat océanique altéré, selon une étude du Centre national de la recherche scientifique s'appuyant sur une série de données couvrant la période 1971-2000. En 2020, Météo-France publie une typologie des climats de la France métropolitaine dans laquelle la commune est exposée à un climat de montagne ou de marges de montagne et est dans la région climatique  Nord-est du Massif Central, caractérisée par une pluviométrie annuelle de 800 à 1 200 mm, bien répartie dans l’année. 
Pour la période 1971-2000, la température annuelle moyenne est de 10,5 °C, avec une amplitude thermique annuelle de 16,5 °C. Le cumul annuel moyen de précipitations est de 653 mm, avec 8 jours de précipitations en janvier et 6,7 jours en juillet. Pour la période 1991-2020, la température moyenne annuelle observée sur la station météorologique de Météo-France la plus proche, « Issoire », sur la commune d'Issoire à 8 km à vol d'oiseau, est de 12,0 °C et le cumul annuel moyen de précipitations est de 610,7 mm,. Pour l'avenir, les paramètres climatiques de la commune estimés pour 2050 selon différents scénarios d'émission de gaz à effet de serre sont consultables sur un site dédié publié par Météo-France en novembre 2022.

## Urbanisme

### Typologie
Au 1er janvier 2024, Chidrac est catégorisée bourg rural, selon la nouvelle grille communale de densité à sept niveaux définie par l'Insee en 2022.
Elle est située hors unité urbaine. Par ailleurs la commune fait partie de l'aire d'attraction de Clermont-Ferrand, dont elle est une commune de la couronne,. Cette aire, qui regroupe 209 communes, est catégorisée dans les aires de 200 000 à moins de 700 000 habitants,.

### Occupation des sols
L'occupation des sols de la commune, telle qu'elle ressort de la base de données européenne d’occupation biophysique des sols Corine Land Cover (CLC), est marquée par l'importance des territoires agricoles (90,7 % en 2018), en diminution par rapport à 1990 (92,8 %). La répartition détaillée en 2018 est la suivante : terres arables (61,5 %), zones agricoles hétérogènes (18,8 %), prairies (10,4 %), zones urbanisées (7,3 %), forêts (2 %). L'évolution de l’occupation des sols de la commune et de ses infrastructures peut être observée sur les différentes représentations cartographiques du territoire : la carte de Cassini (XVIIIe siècle), la carte d'état-major (1820-1866) et les cartes ou photos aériennes de l'IGN pour la période actuelle (1950 à aujourd'hui).

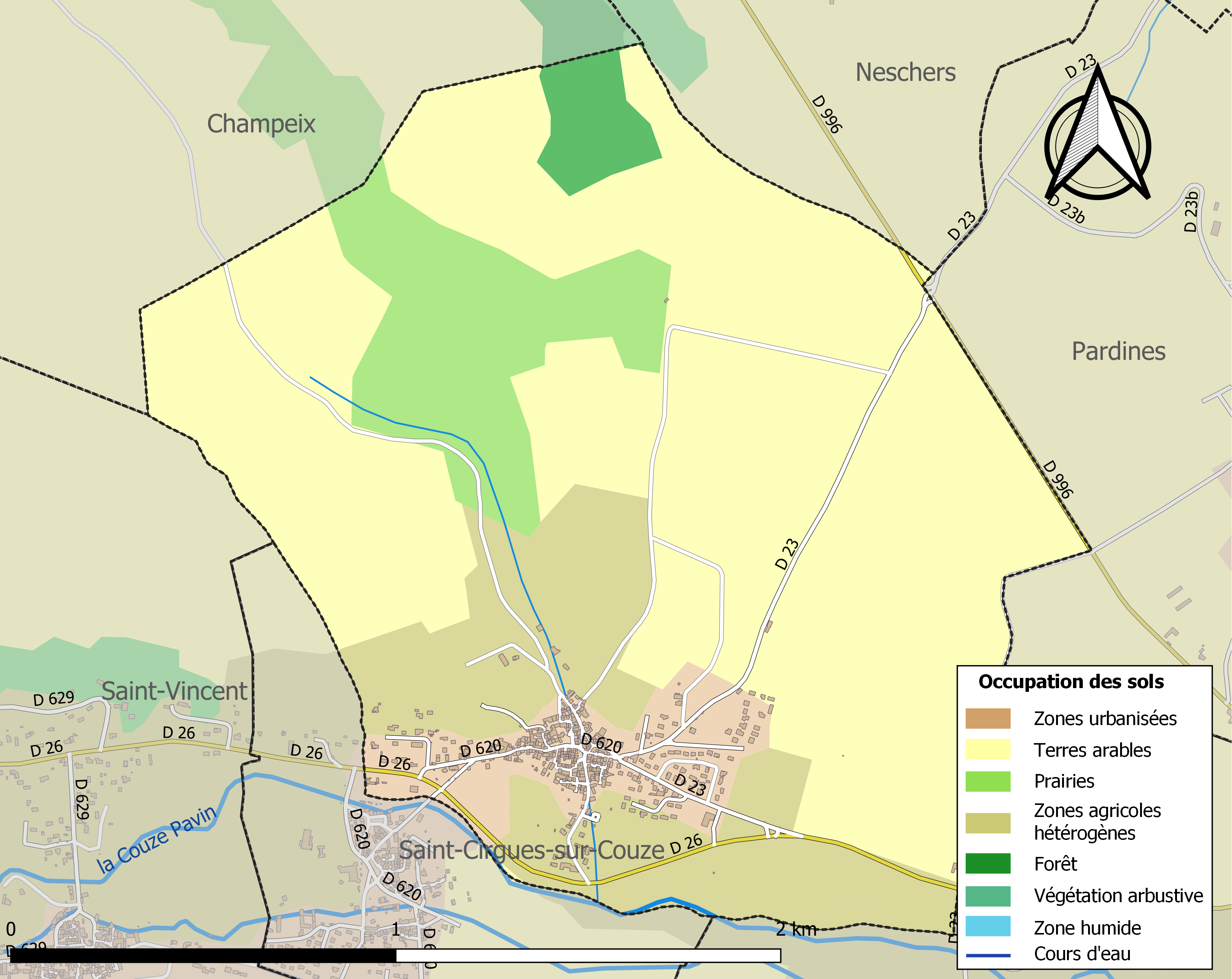
Carte des infrastructures et de l'occupation des sols de la commune en 2018 (CLC).

## Histoire
En 1015, l'église romane fut rattachée au prieuré de Sauxillanges.
Le 1er janvier 2025, Chidrac et Saint-Cirgues-sur-Couze fusionnent en une commune nouvelle dénommée Les Deux-Rives.

### Lieux et monuments

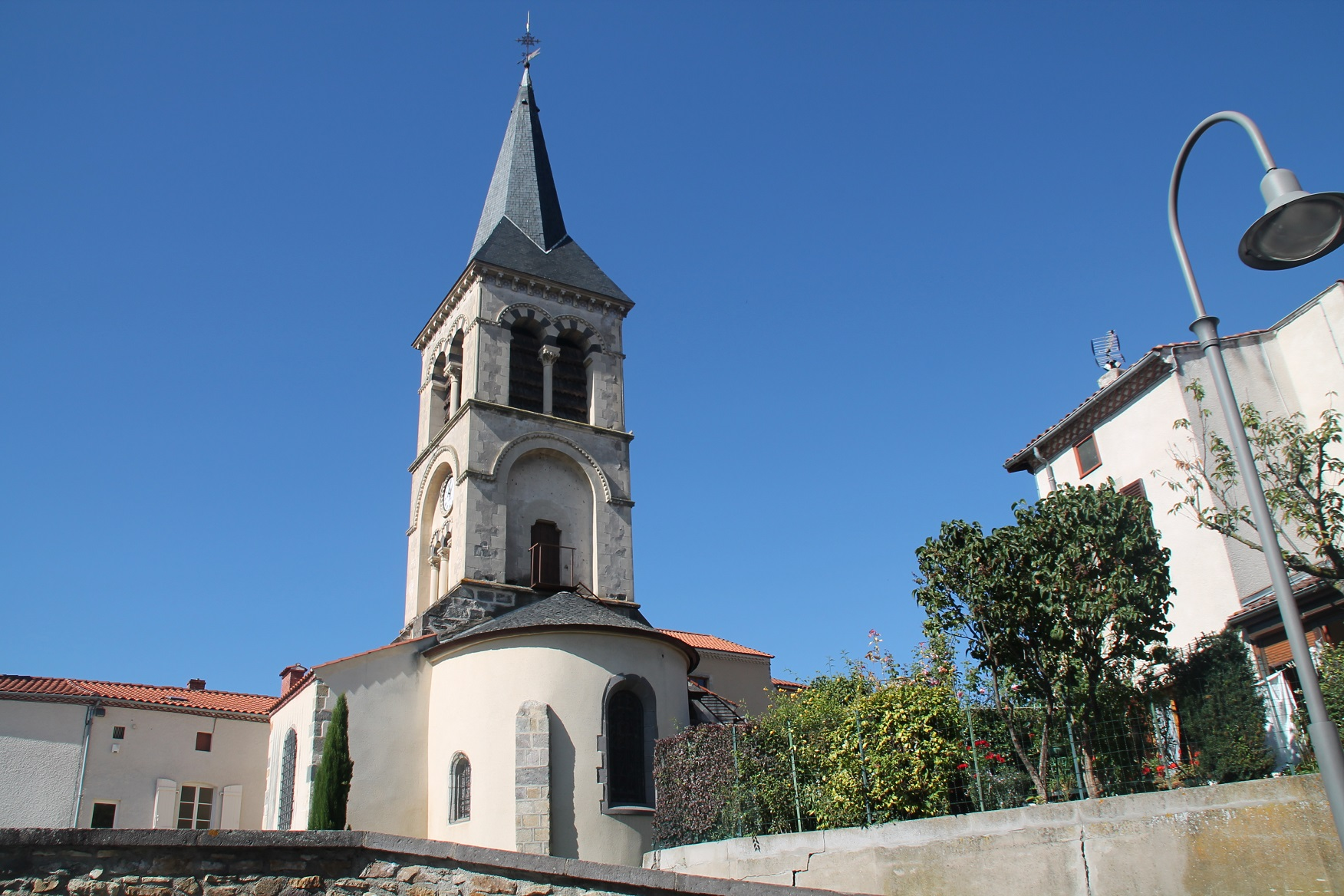
L'église.

## Politique et administration

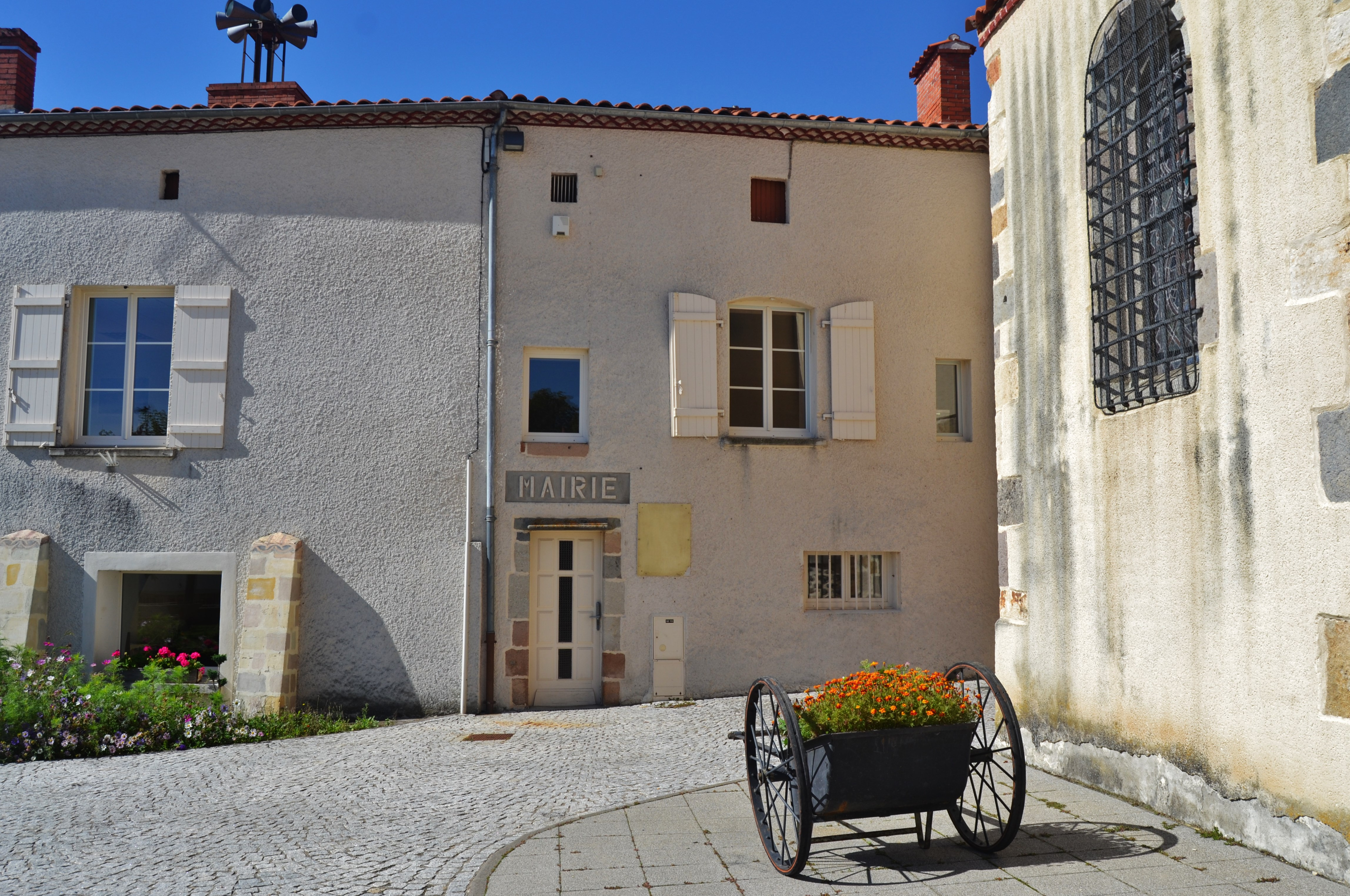
Mairie.

| Période                                  | Période                   | Identité          | Étiquette | Qualité  |
| ---------------------------------------- | ------------------------- | ----------------- | --------- | -------- |
| Les données manquantes sont à compléter. |                           |                   |           |          |
| avant 1981                               | ?                         | Pierre Kindt      | DVG       |          |
| mars 2008                                | mai 2020                  | Christian Olivier |           | Retraité |
| mai 2020                                 | En cours (au 9 août 2020) | Patrick Kindt     |           | Retraité |

## Population et société

### Démographie
L'évolution du nombre d'habitants est connue à travers les recensements de la population effectués dans la commune depuis 1793. Pour les communes de moins de 10 000 habitants, une enquête de recensement portant sur toute la population est réalisée tous les cinq ans, les populations de référence des années intermédiaires étant quant à elles estimées par interpolation ou extrapolation. Pour la commune, le premier recensement exhaustif entrant dans le cadre du nouveau dispositif a été réalisé en 2007.

En 2022, la commune comptait 494 habitants, en évolution de −2,95 % par rapport à 2016 (Puy-de-Dôme : +2,1 %, France hors Mayotte : +2,11 %).
| 1793 | 1800 | 1806 | 1821 | 1831 | 1836 | 1841 | 1846 | 1851 |
| ---- | ---- | ---- | ---- | ---- | ---- | ---- | ---- | ---- |
| 409  | 360  | 409  | 406  | 384  | 367  | 371  | 340  | 343  |

| 1856 | 1861 | 1866 | 1872 | 1876 | 1881 | 1886 | 1891 | 1896 |
| ---- | ---- | ---- | ---- | ---- | ---- | ---- | ---- | ---- |
| 333  | 315  | 310  | 337  | 362  | 380  | 371  | 400  | 440  |

| 1901 | 1906 | 1911 | 1921 | 1926 | 1931 | 1936 | 1946 | 1954 |
| ---- | ---- | ---- | ---- | ---- | ---- | ---- | ---- | ---- |
| 395  | 367  | 341  | 262  | 253  | 254  | 230  | 265  | 352  |

| 1962 | 1968 | 1975 | 1982 | 1990 | 1999 | 2006 | 2007 | 2012 |
| ---- | ---- | ---- | ---- | ---- | ---- | ---- | ---- | ---- |
| 363  | 387  | 371  | 379  | 397  | 377  | 461  | 473  | 468  |

| 2017 | 2022 | - | - | - | - | - | - | - |
| ---- | ---- | - | - | - | - | - | - | - |
| 523  | 494  | - | - | - | - | - | - | - |

## Culture locale et patrimoine

### Personnalités liées à la commune
- Le général de Langlade compagnon de Leclerc.